# Saltört
Saltört (Suaeda maritima) är en ört i familjen amarantväxter. 